# Slavia Praga (rugby)
RC Slavia Praga – czeski klub rugby z siedzibą w Pradze założony 13 kwietnia 1927 jako jedna z sekcji SK Slavia. Jeden z najbardziej utytułowanych klubów rugby w Czechach. Dwunastokrotny mistrz Czechosłowacji oraz zwycięzca Ekstraligi z 2010. Obecnie I zespół gra w ekstralidze, a II zespół w I lidze.

## Historia
Sekcja rugby Slavii Praga została powołana 13 kwietnia 1927. Jest to najstarszy klub rugby z byłej Czechosłowacji. Swój pierwszy mecz Slavia rozegrała 7 maja. Do wybuchu II wojny w drużynie czerwono – białych grało około ośmiu tysięcy zawodników (kadetów, juniorów, seniorów i oldbojów), a seniorzy w tym czasie zdobyli pięć tytułów mistrzowskich. Po zakończeniu wojny rugbiści rozpoczęli nowy rozdział w historii klubu. Wraz z reformami komunistycznymi drużyna zmieniała parę razy nazwę. Od przywrócenia rozgrywek ligowych, Slavia była jednym z czołowych zespołów w lidze. W 1971 zawodnicy zdobyli ostatnie w historii klubu Mistrzostwo Czechosłowacji. Wraz ze zmianą systemu gospodarczego w kraju, nastąpiła reforma w sporcie. Od 1993 sekcja rugby działa jako osobny klub, występując pod nazwą Rugby Club Slavia Praha. W 2010, Slavia zdobyła swoje pierwsze Mistrzostwo Czech, kiedy 19 czerwca 2010 pokonała w finale Tatrę Smíchov 11:10.

### Symbole klubu
- Biały kolor – symbol fair play i olimpijskiej idei
- Czerwony kolor – symbol serca
- Czerwona gwiazda – symbol nadziei i dobrej myśli

### Historyczne nazwy klubu
- 1927 – SK Slavia Praha (Sportovní klub Slavia Praha)
- 1948 – Sokol Slavia Praha
- 1949 – ZSJ Dynamo Slavia Praha (Základní sportovní jednota Dynamo Slavia Praha)
- 1953 – DSO Dynamo Praha (Dobrovolná sportovní organizace Dynamo Praha)
- 1954 – TJ Dynamo Praha (Tělovýchovná jednota Dynamo Praha)
- 1965 – SK Slavia Praha (Sportovní klub Slavia Praha)
- 1973 – TJ Slavia Praha (Tělovýchovná jednota Slavia Praha)
- 1977 – TJ Slavia IPS Praha (Tělovýchovná jednota Slavia Inženýrské průmyslové stavby Praha)
- 1978 – SK Slavia IPS Praha (Sportovní klub Slavia Inženýrské průmyslové stavby Praha)
- 1988 – SK Slavia Praha (Sportovní klub Slavia Praha)
- 1993 – RC Slavia Praha (Rugby Club Slavia Praha)

## Sukcesy
- Mistrzostwo Czechosłowacji:  1929, 1930, 1932, 1933, 1934, 1956, 1957, 1958, 1961, 1964, 1969, 1971
- Mistrzostwo Czech:  2010
- Wicemistrzostwo Czechosłowacji:  1931, 1948, 1950, 1954, 1955, 1960, 1962, 1963, 1966
- Wicemistrzostwo Czech:  2011, 2012
- Trzecie miejsce w lidze czechosłowackiej:  1952, 1953, 1965, 1973, 1976